# خانه موسیئی
خانه موسائی مربوط به دوره قاجار است و در شهرضا، خیابان شهید بهشتی، کوچه کمال، در مجاورت خانه گیوی واقع شده و این اثر در تاریخ ۲۲ آبان ۱۳۸۶ با شمارهٔ ثبت ۲۰۰۲۶ به‌عنوان یکی از آثار ملی ایران به ثبت رسیده است.